# Tranvie dei Castelli Romani
Le tranvie dei Castelli Romani sono state la più importante rete tranviaria extraurbana del Lazio.
Progettate, realizzate e gestite dalla STEFER per oltre 70 anni, le tranvie dei Castelli hanno svolto un ruolo importante anche nel trasporto urbano romano nel settore Appio-Tuscolano, fino all'apertura della linea A della metropolitana.

## Storia
Costituite dai due rami principali Roma-Valle Oscura e Roma-Velletri, dal collegamento “intercastellare” Grottaferrata-Albano e dalle diramazioni per Frascati e Lanuvio, le tranvie dei Castelli hanno svolto un ruolo importante nello stabilire la continuità territoriale tra Roma ed il suo territorio in un'epoca nella quale la rete stradale non era ramificata e agevole come oggi e sono state accantonate (condividendo la sorte di quasi tutte le tranvie extraurbane italiane) quando lo sviluppo della motorizzazione privata ha offuscato la loro popolarità e nascosto le loro potenzialità.
(Augusto Crollari, Er Tranve de li Castelli Romani, 1906)

### Costruzione della rete
La storia della rete tranviaria dei Castelli inizia con il progetto presentato alla provincia e al competente Ministero dei lavori pubblici dagli ingegneri H.C. Kos ed Ettore Bauco per la realizzazione di una tranvia elettrica fra Roma e Frascati. Un analogo progetto venne elaborato a cura della Società Romana Tramways e Omnibus (SRTO) in accordo con la società francese Thomson-Houston, che nel 1898 aveva ricevuto l'appalto per l'elettrificazione con terza rotaia la ferrovia Milano-Porto Ceresio; la Thomson-Houston presentò dunque al Ministero un progetto per l'elettrificazione della Roma-Frascati e per una rete tranviaria che collegasse la stazione di Frascati alle altre località dei Castelli.
Tale progetto venne respinto dal Ministero, che però accettò la controproposta della Thomson-Houston di costruire e gestire una rete tranviaria collegante Frascati e i Castelli direttamente con Roma, a condizione che del progetto si occupasse una società italiana con sede a Roma. Il 29 novembre 1899 venne quindi fondata la Società delle Tramvie e Ferrovie Elettriche di Roma (STFER), che nel 1901 riuscì a ottenere la concessione per le linee Roma-Grottaferrata e Frascati-Grottaferrata-Genzano con diramazione Squarciarelli-Valle Oscura, nonché della funicolare di Rocca di Papa.
Il giorno 8 novembre 1903 iniziò l'esercizio commerciale, limitato alla tratta urbana, fino all'odierna via delle Cave.
Il primitivo capolinea, esterno alle mura, fu spostato nel 1905 in piazza San Giovanni, previa apertura di un apposito fornice nell'omonima porta; in seguito lo stesso venne portato in via Principe Umberto (poi via Giovanni Amendola), sul retro di Palazzo Massimo alle Terme, accanto alla stazione Termini, utilizzando in parte i binari urbani della SRTO. Il capolinea di via Amendola divenne poi il principale terminale in Roma della rete dei Castelli fino alla definitiva chiusura dell'ultima linea urbana. Dal 1905 al 1916 alcune corse extraurbane erano prolungate anche da Termini a piazza Venezia sfruttando la sede tranviaria di via Nazionale.
Il 19 febbraio 1906 aprì al pubblico il servizio extraurbano, sulla tratta Roma-Grottaferrata-Frascati. Nell'aprile e nell'ottobre dello stesso anno aprirono, rispettivamente, la linea Grottaferrata-Genzano di Roma e la diramazione per Valle Oscura con funicolare per Rocca di Papa.
Il successo della tranvia fu immediato e la STFER, anche facendo seguito alle richieste provenienti soprattutto dal comune di Velletri, decise di estendere la propria rete collegando Albano con Roma anche lungo il percorso più diretto, che seguiva la via Appia e prolungando la linea da Genzano a Velletri.
La linea tra vicolo delle Cave (poi piazza dei Colli Albani) e Albano venne inaugurata il 4 marzo 1912, mentre il prolungamento Genzano-Velletri aprì il 12 settembre 1913.
Infine, con l'apertura della diramazione per Lanuvio, l'8 luglio 1916, la rete dei Castelli raggiunse la sua massima estensione.

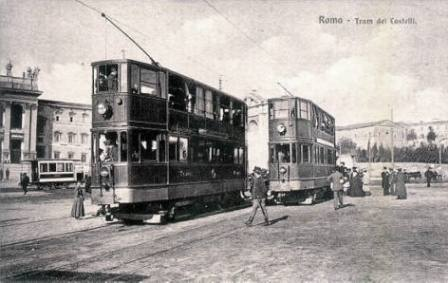
Tram dei Castelli a Roma
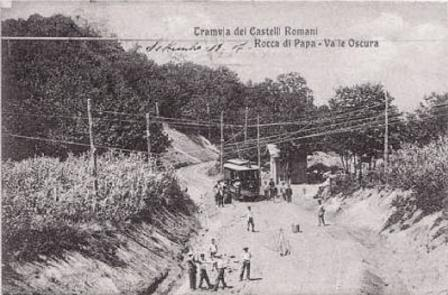
Rocca di Papa - Valle Oscura
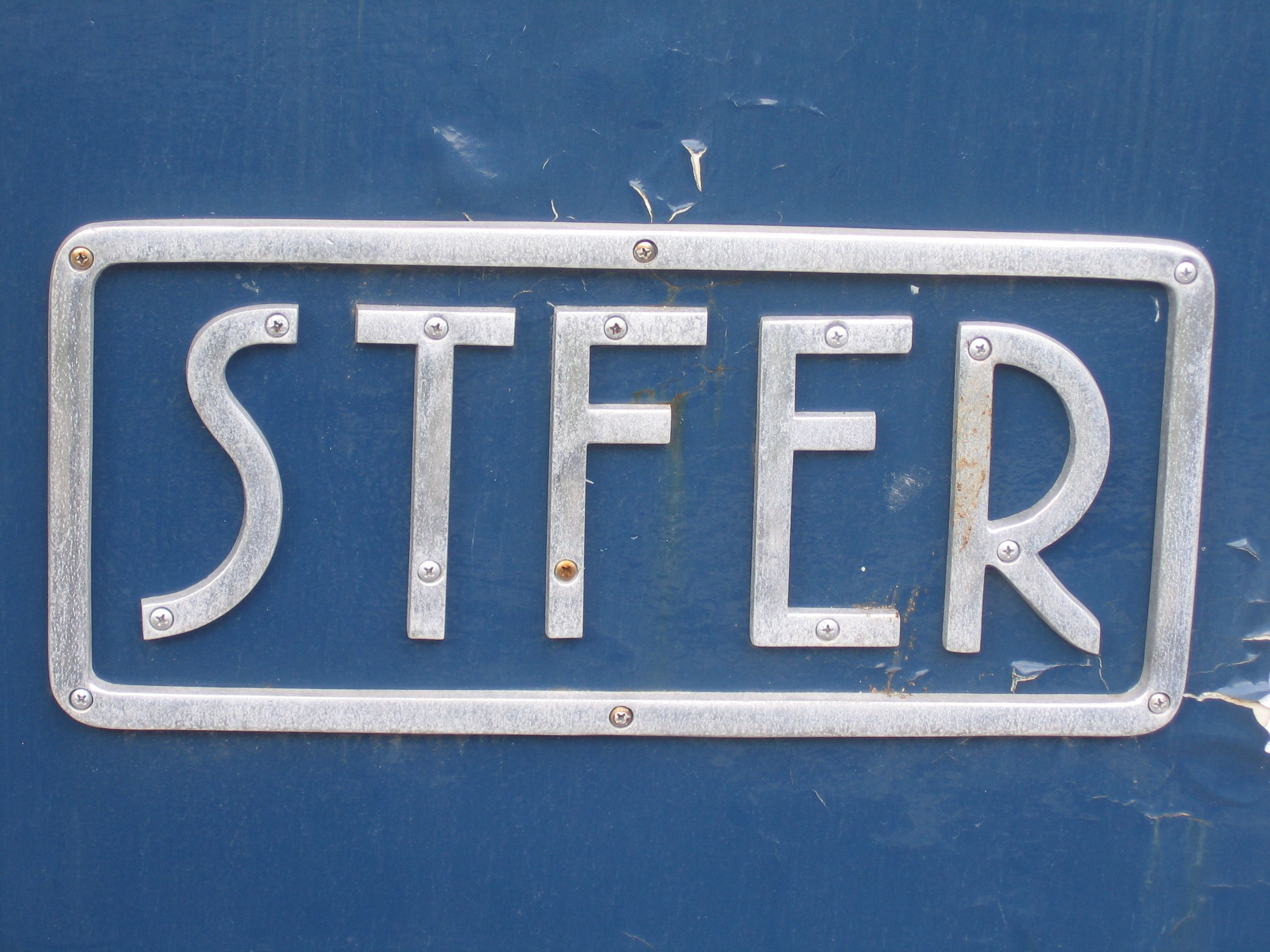
Logo della società STFER
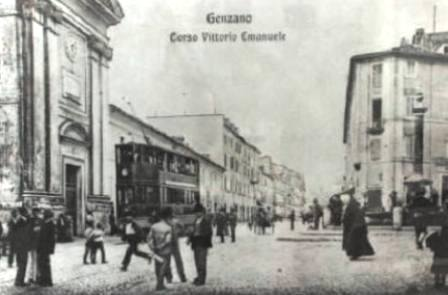
Tram a Genzano
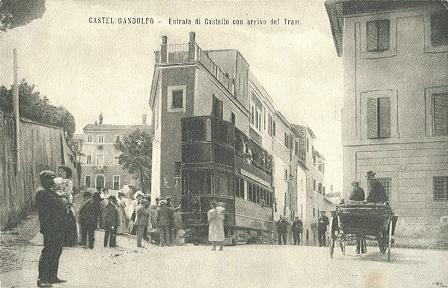
Tram a Castel Gandolfo

### Fra le due guerre

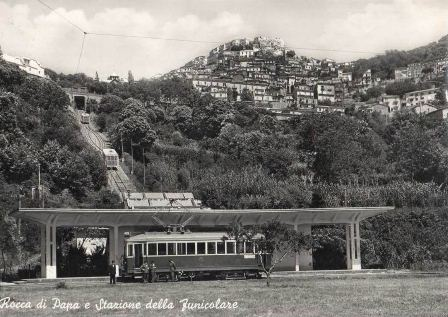
Tram e funicolare a Rocca di Papa

Il traffico fu subito molto intenso e nel corso degli anni venti la STFER propose diversi progetti di potenziamento ed estensione della rete.
Nel 1928 la STFER diventò una società a capitale pubblico, passando sotto il controllo del Governatorato di Roma, mutando la denominazione in STEFER e acquisendo altresì la gestione della tranvia Roma-Tivoli, ceduta poi all'ATAG nel 1931.
Il 28 luglio 1932 la primitiva funicolare a contrappeso d'acqua Valle Oscura-Rocca di Papa venne sostituita da un nuovo impianto a trazione elettrica, con stazione inferiore in località Valle Vergine, e stazione superiore a lato della centrale piazza Regina Margherita. Contemporaneamente venne spostato anche il capolinea tranviario.
Nel corso degli anni trenta Roma iniziò ad espandersi lungo le vie Appia e Tuscolana e il traffico urbano cominciò ad assumere per la STFER sempre maggiore importanza: nel corso del decennio venne raddoppiato il binario tra San Giovanni e Capannelle e iniziò l'acquisto di moderno materiale rotabile di grande capienza.
Gli anni trenta furono un periodo in cui, a causa di diversi fattori (soprattutto il miglioramento della rete stradale, il declino del traffico merci, l'aumento del costo del carbone e l'obsolescenza degli impianti più anziani), decine di linee tranviarie vennero soppresse e sostituite da filovie o da autoservizi, ma la rete STFER, elettrificata dall'apertura, con impianti e rotabili relativamente recenti e da sempre totalmente priva di traffico merci, sopravvisse più che degnamente fino alla seconda guerra mondiale, quando, tra il 1943 ed 1944, il traffico fu sospeso su quasi tutta la rete. La diramazione per Lanuvio, pesantemente danneggiata il 19 luglio 1943, non venne ripristinata. Nel frattempo, nel 1941, la STEFER assunse la gestione delle linee ferroviarie Roma-Ostia e Roma-Fiuggi-Alatri.

### Dopoguerra e declino

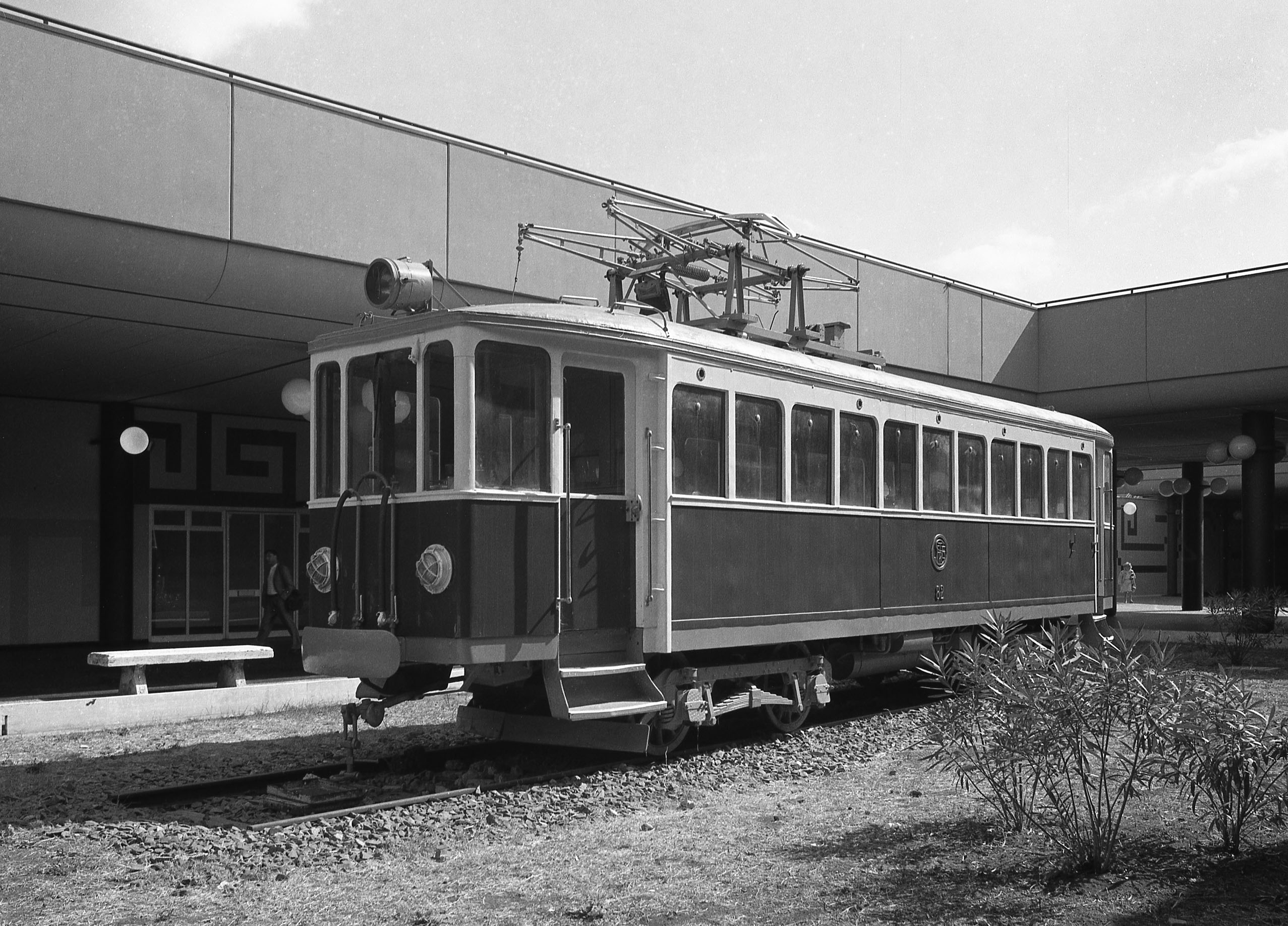
Motrice 82 ex Tranvie dei Castelli in mostra statica ad Anagnina

Gli anni cinquanta vedono un ulteriore potenziamento del servizio urbano, con il raddoppio del binario tra Colli Albani e Cinecittà (1953) e una nuova commessa di vetture articolate urbane, ma anche l'inizio del declino del traffico extraurbano, unito ad una crescente difficoltà a far convivere la circolazione veicolare nelle strette strade dei paesi dei Castelli.
Non vengono presi in considerazione progetti di modifiche alla rete per risolvere questi conflitti, e inizia l'epoca delle soppressioni.
Il 4 agosto 1954 chiudono la Genzano-Velletri, la Grottaferrata-Frascati e la Marino-Albano. Il 15 dicembre 1962 è il turno delle linee Cinecittà-Grottaferrata-Valle Vergine e Grottaferrata-Marino, seguite poco dopo dalla funicolare di Rocca di Papa, chiusa il 15 gennaio 1963. L'ultima linea extraurbana, la Capannelle - Genzano, rimase in esercizio ancora per circa 3 anni e fu al centro di un inspiegabile episodio. Nel gennaio del 1964 il crollo del viadotto della Catena, subito dopo Ariccia, interruppe la linea e impose la limitazione del servizio a Galloro. La stampa dell'epoca, nel riferire dell'evento, già annunciava la definitiva chiusura della tranvia almeno nel tratto successivo al viadotto crollato, ed in effetti sarebbe stato abbastanza logico aspettarselo (visti i tempi), anche se da più parti si chiedeva la definitiva cessazione dell'intero servizio extraurbano. Ma quando, ai primi di settembre, a ricostruzione avvenuta si riaprì il viadotto, si provvide anche all'installazione di un nuovo binario ed il tram tornò a raggiungere Genzano dal 14 ottobre. Le speranze del mantenimento del servizio furono vane, la crisi era profonda e la STEFER era intenzionata a chiudere l'intera rete dei castelli. Il nuovo binario ebbe infatti vita molto breve: il 3 gennaio 1965, a mezzanotte, l'ultima corsa in partenza da Roma per Genzano, formata dal treno reversibile 94+294 condotto dalla rimorchiata, concluse il ciclo del tram dei Castelli.

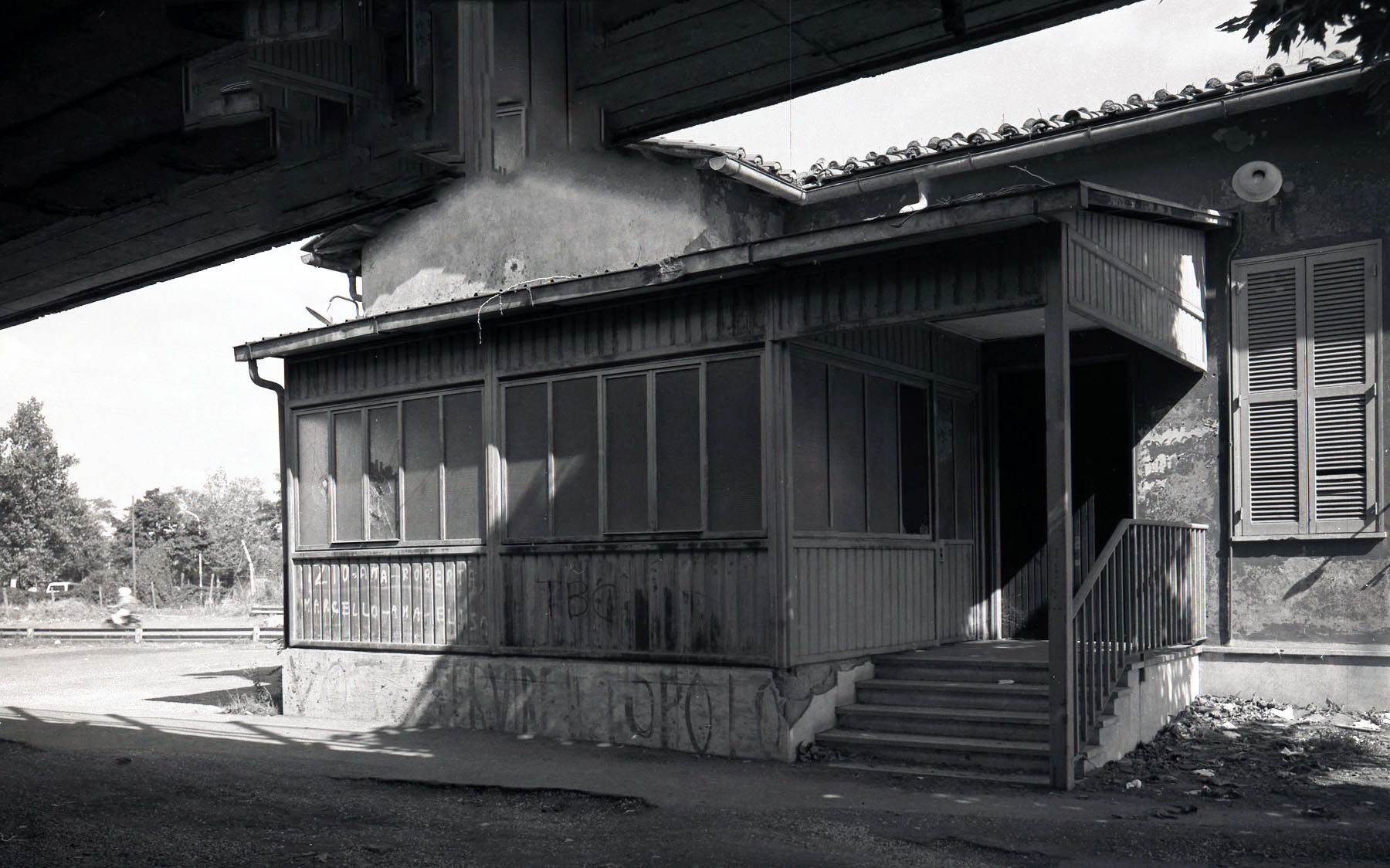
Locale dei servizi tranviari STEFER dismesso ad Osteria del Curato nel 1986

Dopo la chiusura del servizio extraurbano rimasero in servizio le sole linee urbane Termini-Cinecittà e Termini-Capannelle e gran parte del relativo materiale rotabile passò in accantonamento, sia nel deposito di via Appia 450 che sull'anello e sui raccordi del vecchio capolinea di Capannelle, dove rimase per anni il cimitero dei tram.
Sempre al 1965 si può far risalire l'inizio della fine anche delle tratte urbane per Cinecittà e Capannelle fino all'apertura della linea A della metropolitana: in quell'anno le linee STEFER subirono la prima deviazione a causa dei cantieri della linea A, il cui percorso ricalca in sotterraneo quello della Termini-Cinecittà e la cui apertura ne decretò la soppressione definitiva. In quell'anno venne abbandonato il binario tra piazza dei Re di Roma e porta San Giovanni e il tram iniziò a percorrere via di Santa Croce in Gerusalemme e via Monza.
Restava tuttavia estremamente vitale il traffico, al punto che la STEFER, prolungandosi i lavori per la metropolitana, dovette nel corso degli anni '60 ampliare il proprio parco rotabile con urgenza, facendo ricorso all'acquisto di vetture usate.

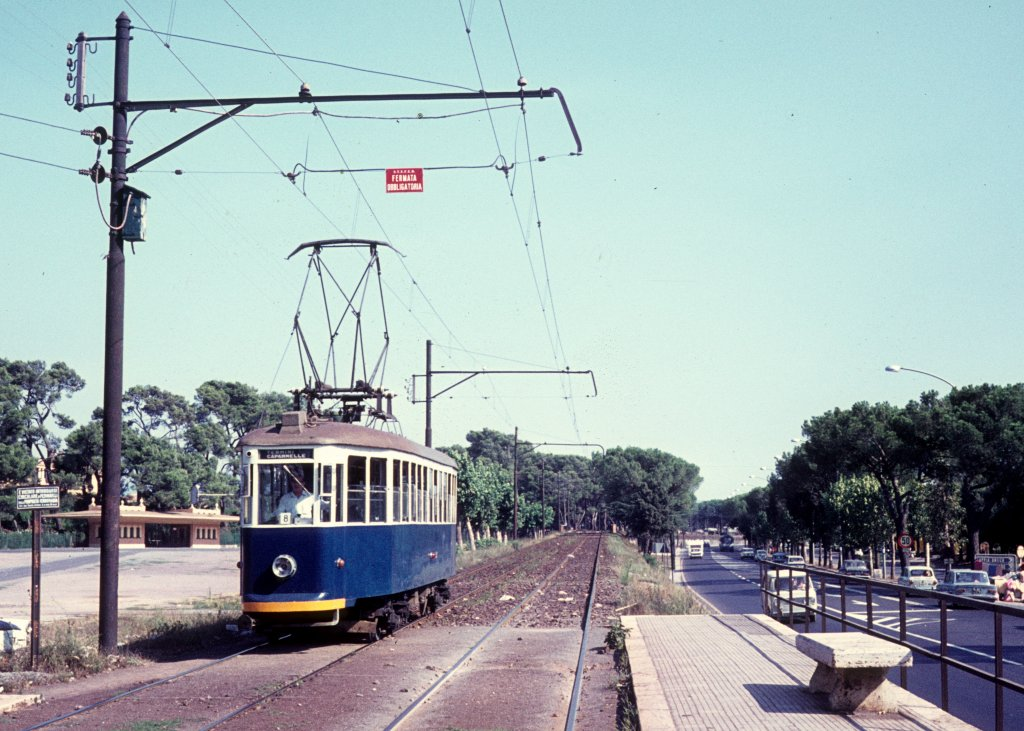
Tram in uscita dal capolinea di Capannelle il 22 agosto 1970

Nel 1970, in concomitanza con la creazione di cantieri a cielo aperto sulla via Tuscolana per la costruzione della linea A della metropolitana, la linea venne spostata da via Tuscolana alla parallela viale dei Consoli. Nel 1976 la STEFER confluì nell'ACOTRAL (Azienda COnsortile TRAsporti Laziali), neonato ente che assunse la gestione anche della ferrovia Roma-Civita Castellana-Viterbo e di tutti gli autoservizi extraurbani del Lazio.
Il 30 giugno 1978 chiuse la linea Termini-Capannelle che, attraversando un'area ancora scarsamente urbanizzata, era caratterizzata da un traffico ormai alquanto ridotto, limitato in pratica solo a chi aveva necessità di raggiungere l'ippodromo delle Capannelle o il quartiere dello Statuario. In conseguenza di ciò, chiuse all'esercizio il tratto Via delle Cave - Via Appia Nuova - Capannelle. La linea fu sostituita definitivamente con linee di autobus, ma venne però ancora utilizzata per circa un anno come raccordo per permettere all'ACOTRAL, subentrata alla STEFER il 6 novembre 1976, di completare sia la demolizione dei mezzi accantonati da anni e di recuperarne i rottami, sia di iniziare lo smantellamento dell'armamento dell'anello terminale. Rimase solo in servizio l'ultima tratta per Cinecittà. All'inizio del 1980 venne anche stabilito il programma di esercizio dell'ultima tratta: a gennaio il servizio fu regolare, mentre nel mese di febbraio il servizio terminava alle ore 12, sostituito nel pomeriggio dalle linee ATAC opportunamente potenziate. Il 15 febbraio 1980 si effettuò l'ultima corsa sulla Termini-Cinecittà. La mattina seguente il sindaco Luigi Petroselli inaugurò la metropolitana, di cui l'ACOTRAL assunse la gestione. A ricordo della rete dei Castelli, nella stazione di Anagnina è stata posta la motrice extraurbana STEFER n. 82. Il personale tranviario fu reimpiegato come personale di condotta per la metropolitana.

## Caratteristiche
| Unknown route-map component "uexSTR+l" | Unknown route-map component "uexSTRgq" | Unknown route-map component "uexSTR+r" |

| Unknown route-map component "uexSTRf" |  | Unknown route-map component "uexBHF" + Unknown route-map component "NULg" |

| Unknown route-map component "uexABZg+l" | Unknown route-map component "uexSTRgq" | Unknown route-map component "uexABZg+r" |

| Unknown route-map component "uexSTRf" |  | Unknown route-map component "uexSTRg" |

| Unknown route-map component "uexSTRl" | Unknown route-map component "uexSTRfq" | Unknown route-map component "uexABZg+r" |

| Unknown route-map component "d" |  | Unknown route-map component "uexSTR+l" | Unknown route-map component "uexKRZ" | Unknown route-map component "uexdCONTfq" |

|  | Unused straight waterway | Unknown route-map component "uexHST" |

| Unknown route-map component "d" | Unknown route-map component "uCONTgq" | Unknown route-map component "ueABZqr" | Unknown route-map component "uxKRZ" | Unknown route-map component "udCONTfq" |

| Unknown route-map component "uCONTg" |  | Unused straight waterway |

| Unknown route-map component "udCONTgq" | Unknown route-map component "uABZgr+r" |  | Unused straight waterway | Unknown route-map component "d" |

| Unknown route-map component "ueABZg+l" | Unknown route-map component "uexHSTq" | Unknown route-map component "uexABZgr" |

| Urban straight track |  | Unknown route-map component "uexHST" |

| Unknown route-map component "uexdCONTgq" | Unknown route-map component "ueABZg+r" |  | Unknown route-map component "uexSHI1l" | Unknown route-map component "d" |

| Unknown route-map component "d" | Unknown route-map component "uxABZgl" | Unknown route-map component "uHSTq" | Unknown route-map component "uedABZq+lr" | Unknown route-map component "uedABZqlr" | Unknown route-map component "udCONTfq" |

| Unknown route-map component "uexBHF" |  | Unknown route-map component "uexSHI1+r" |

| Unknown route-map component "uexdCONTgq" | Unknown route-map component "uexABZglr" | Unused transverse waterway | Unknown route-map component "uexKRZ" | Unknown route-map component "uexdCONTfq" |

| Unknown route-map component "uexKRWl" | Unknown route-map component "uexKRW+lr" | Unknown route-map component "uexKRWr" |

| Unknown route-map component "uexBHF" |

| Unknown route-map component "vCONTgq" | Unknown route-map component "uxmKRZvo" | Unknown route-map component "vCONTfq" |

| Unknown route-map component "uexHST" |

| Unknown route-map component "uexKDSTaq" | Unknown route-map component "uexABZgr+r" |  |

| Unknown route-map component "uexBHF" |

|  | Unknown route-map component "uexABZgl" | Unknown route-map component "uexSTR+r" |

|  | Unused straight waterway | Unknown route-map component "uexBHF" + Unknown route-map component "NULg" |

| Unknown route-map component "+d" | Unknown route-map component "uexABZgl" | Unknown route-map component "uexABZqr" | Unknown route-map component "uexdCONTfq" |

| Unknown route-map component "+d" | Unknown route-map component "uexABZgl" | Unknown route-map component "uexABZq+lr" | Unknown route-map component "uexdENDEeq" |

|  | Unused straight waterway | Unknown route-map component "uexKHSTe" |

| Unknown route-map component "uexHST" |

| Unknown route-map component "uexHST" |

| Unknown route-map component "uexHST" |

| Unknown route-map component "uexHST" |

| Unknown route-map component "uexHST" |

| Unknown route-map component "CONTgq" | Unused waterway under railway bridge | Unknown route-map component "CONTfq" |

|  | Unknown route-map component "uexKRWgl" + Unknown route-map component "uexBS2l" | Unknown route-map component "uexKRW+r" + Unknown route-map component "uexBS2c3" |

|  | Unknown route-map component "uexdSTR" | Unknown route-map component "uexdENDEe" | Unknown route-map component "uexdBHF" + Unknown route-map component "dNULg" |

|  | Unknown route-map component "uexABZgl" | Unknown route-map component "uexSTRr" |

| Unknown route-map component "uexBHF" |

| Unknown route-map component "uexBHF" |

| Unknown route-map component "uexBHF" |

| Unknown route-map component "uexBHF" |

| Unknown route-map component "uexBHF" |

| Unknown route-map component "CONTgq" | Unknown route-map component "uxmKRZo" | Unknown route-map component "CONTfq" |

| Unknown route-map component "uexBHF" |

| Unknown route-map component "uexBHF" |

| Unknown route-map component "uexBHF" |

| Unknown route-map component "CONTgq" | Unused waterway under railway bridge | Unknown route-map component "CONTfq" |

|  | Unknown route-map component "uexABZg+l" | Unknown route-map component "uexCONTfq" |

| Unknown route-map component "uexBHF" |

| Unknown route-map component "uexBHF" |

| Unknown route-map component "uexBRK3" |

| Unknown route-map component "uexBHF" |

| Unknown route-map component "uexBRK3" |

| Unknown route-map component "uexBHF" |

| Unknown route-map component "uexBRK3" |

| Unknown route-map component "uexHST" |

| Unknown route-map component "uexBHF" |

| Unknown route-map component "uexBHF" |

| Unknown route-map component "uexKRW+l" | Unknown route-map component "uexKRWgr" |  |

| Unknown route-map component "uexBHF" | Unused straight waterway |  |

| Unknown route-map component "uexKBHFe" | Unused straight waterway |  |

| Unknown route-map component "uexHST" |

| Unknown route-map component "uexBHF" |

| Unknown route-map component "uexHST" |

| Unknown route-map component "uexBHF" |

| Unknown route-map component "uexHST" |

| Unknown route-map component "uexHST" |

| Unknown route-map component "uexHST" |

| Unknown route-map component "uexKBHFe" |

| Unused urban continuation backward |

| Unknown route-map component "uexABZgl" | Unknown route-map component "uexSTR+r" |  |

| Unused straight waterway | Unknown route-map component "uexBHF" + Unknown route-map component "NULg" |  |

| Unknown route-map component "uexSTRl" + Unknown route-map component "uexCONT3+g" | Unknown route-map component "uexABZr+r" |  |

| Unknown route-map component "uexHST" |

| Unknown route-map component "exCONTgq" | Unknown route-map component "uexmKRZo" | Unknown route-map component "exCONTfq" |

| Unknown route-map component "uexHST" |

| Unknown route-map component "vCONTgq" | Unknown route-map component "uxmKRZvo" | Unknown route-map component "vCONTfq" |

|  | Unknown route-map component "uexKRWgl" | Unknown route-map component "uexKRW+r" |

| Unknown route-map component "uexdENDEaq" | Unknown route-map component "uexABZq+l" | Unknown route-map component "uexABZgr" | Unused straight waterway | Unknown route-map component "d" |

| Unknown route-map component "uexSTRf" | Unknown route-map component "uexHST" | Unused straight waterway |

| Unknown route-map component "uexSTRl" | Unknown route-map component "uexABZgr" | Unknown route-map component "uexHST" |

| Unknown route-map component "uexSTRc2" | Unknown route-map component "uexHST3" | Unused straight waterway |

| Unknown route-map component "uexdSTRc2" | Unknown route-map component "uexSTR3+1" | Unknown route-map component "uexSTRc4" | Unknown route-map component "uexHST" | Unknown route-map component "d" |

| Unknown route-map component "uexdSTR+1" | Unknown route-map component "uexSTR+l" + Unknown route-map component "uexSTRc4" | Unknown route-map component "uexSTRgq" | Unknown route-map component "uexABZgr" | Unknown route-map component "d" |

| Unknown route-map component "uexdSTR" | Unknown route-map component "uexBHF" + Unknown route-map component "NULf" |  | Unknown route-map component "uexSTRg" | Unknown route-map component "d" |

| Unknown route-map component "uexdSTR2" | Unknown route-map component "uexSTRl" + Unknown route-map component "uexSTRc3" | Unknown route-map component "uexSTRfq" | Unknown route-map component "uexSTRr" | Unknown route-map component "d" |

| Unknown route-map component "uexdSTRc1" | Unknown route-map component "uexSTR2+4" | Unknown route-map component "uexSTRc3" | Unknown route-map component "+d" |

| Unknown route-map component "exlENDE@F" + Unknown route-map component "uexSTRc1" | Unknown route-map component "uexSTR+4" |  |

| Unknown route-map component "uexKRWg+l" | Unknown route-map component "uexKRWgr" |  |

| Unknown route-map component "uexBHF" + Unknown route-map component "NULf" | Unused straight waterway |  |

| Unknown route-map component "uexSTRl" | Unknown route-map component "uexABZgr" |  |

| Unknown route-map component "uexBHF" |

| Unknown route-map component "uexHST" |

| Unknown route-map component "uexBHF" |

| Unknown route-map component "uexHST" |

| Unknown route-map component "uexBHF" |

| Unknown route-map component "CONTgq" | Unknown route-map component "uxmKRZo" | Unknown route-map component "CONTfq" |

| Unknown route-map component "CONTgq" | Unknown route-map component "uxmKRZo" | Unknown route-map component "CONTfq" |

| Unknown route-map component "uexBHF" |

| Unknown route-map component "uexBHF" |

|  | Unused straight waterway | Unknown route-map component "uexKBHFa" |

|  | Unused straight waterway | Unknown route-map component "uexBHF" |

|  | Unused straight waterway | Unknown route-map component "uexBHF" |

|  | Unknown route-map component "uexBHFABZgl+l" | Unknown route-map component "uexSTRr" |

| Unknown route-map component "uexBHF" |

| Unknown route-map component "uexBHF" |

| Unknown route-map component "uexHST" |

| Unknown route-map component "uexSTR+l" | Unknown route-map component "uexABZgr+r" |  |

| Unused straight waterway | Unknown route-map component "uexHST" |  |

| Unused straight waterway | Unknown route-map component "uexBHFSHI1r" |  |

| Unused straight waterway | Unknown route-map component "uexdABZgl" | Unknown route-map component "uexdKBHFeq" | Unknown route-map component "exnKHSTa" |

| Unused straight waterway | Unknown route-map component "uexSHI1+r" | Unknown route-map component "exnKHSTe" |

| Unknown route-map component "uexkSTR2" | Unknown route-map component "uexKBHFe" | Unknown route-map component "exnKHSTa" |

| Unknown route-map component "uexkSTRc1" | Unknown route-map component "uexkkSTR+4" | Unknown route-map component "exnKHSTe" |

|  | Unknown route-map component "uexABZgl+l" | Unknown route-map component "uexKDSTeq" |

| Unknown route-map component "uexHST" |

| Unknown route-map component "uexBHF" |

| Unknown route-map component "dCONTgq" | Station on transverse track + Unknown route-map component "PORTALl" | Unknown route-map component "tkSTR2+r" + Unused straight waterway | Unknown route-map component "tkSTRc3" | Unknown route-map component "d" |

|  | Unknown route-map component "uexBHF" | Unknown route-map component "tkSTR+4" |

|  | Unknown route-map component "uexHST" | Straight track + Unknown route-map component "PORTALg" |

|  | Unknown route-map component "uexBHF" | Straight track |

|  | Unused straight waterway | Unknown route-map component "eHST" |

|  | Unknown route-map component "uexBHF" | Straight track |

|  | Unknown route-map component "uexHST" | Straight track |

|  | Unused straight waterway | Unknown route-map component "HSTeBHF" + Unknown route-map component "PORTALf" |

| Unknown route-map component "uexCONT4+f" | Unknown route-map component "tKRW+l" + Unknown route-map component "uexkkSTR2" | Unknown route-map component "tKRWr" + Unknown route-map component "uexkSTRc3" |

| Unused straight waterway | Stop on track + Unknown route-map component "PORTALg" | Unknown route-map component "uexkSTR+4" |

| Unknown route-map component "dCONTgq" | Unused waterway under railway bridge | One way rightward | Unused straight waterway | Unknown route-map component "d" |

| Unknown route-map component "uexSTR2" | Unknown route-map component "uexSTRc23" | Unknown route-map component "uexBHF3" |

| Unknown route-map component "uexSTRc1" | Unknown route-map component "uexABZ+14" | Unknown route-map component "uexSTRc4" |

| Unknown route-map component "uexBHF" |

| Unused urban continuation forward |

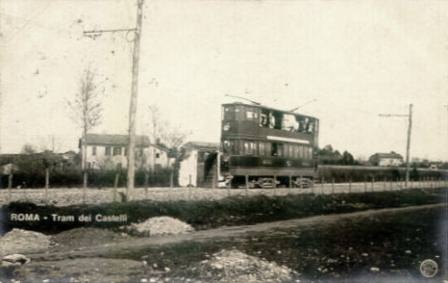
Foto d'epoca di un tram a due piani in servizio

Per garantire la compatibilità con la rete urbana SRTO, la rete tranviaria dei Castelli aveva lo scartamento di 1445 mm ed era elettrificata a 600 V corrente continua nelle tratte urbane e a 750 V corrente continua in quelle extraurbane. L'originaria presa di corrente ad asta e rotella venne sostituita con il pantografo a metà degli anni trenta.
Al momento della massima estensione, tra il 1932 ed il 1944, la rete misurava circa 75 km, di cui circa 15 a doppio binario nel percorso urbano. La parte extraurbana è sempre stata a binario unico, prevalentemente in sede stradale, con numerosi raddoppi per gli incroci.
Sulle tratte a binario unico la circolazione era regolata da un rudimentale sistema di segnalamento semaforico, che rilevava l'occupazione delle sezioni di blocco (comprese tra due raddoppi) tramite il passaggio del pantografo su slitte poste lungo la linea di contatto all'ingresso e all'uscita dei raddoppi. Sembra che questo sistema non fosse completamente sicuro e che abbia causato più di un incidente.

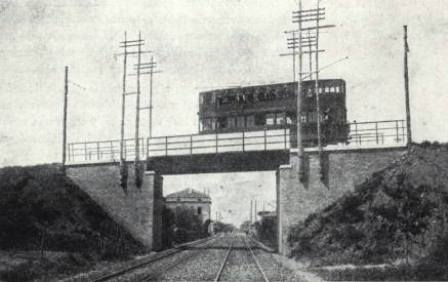
Viadotto tram per Grottaferrata

Nonostante il materiale tranviario extraurbano fosse tutto bidirezionale, la maggior parte dei capilinea è stata sempre ad anello. Gli unici capilinea tronchi sono stati quello presso la stazione inferiore della funicolare di Rocca di Papa (ma solo fino al 1932), quello di Termini (fino al 1921) e quello di Frascati per i primissimi anni di esercizio. La bidirezionalità dei mezzi è stata sfruttata appieno solo nelle corse tra le località intermedie e quando le prime soppressioni hanno creato di fatto dei capilinea tronchi a Marino e Genzano. Inoltre, nel 1935, con l'istituzione dei servizi urbani, fu aggiunto un peculiare capolinea a triangolo presso il Velodromo Appio, su via Mondragone.
La manutenzione ed il ricovero dei mezzi avvenivano in tre impianti:
- deposito dell'Alberone. Situato in via Appia Nuova 450, è stato il principale deposito tranviario STEFER dal 1903 al 1980. Non era dotato di un anello di ritorno, per cui i tram urbani monodirezionali erano costretti ad entrarvi con laboriose manovre spinte.
- deposito di San Giuseppe. Situato sulla linea "intercastellare" poco lontano dal bivio di Grottaferrata, è stato attivo dal 1905 al 1962.
- rimessa di Acqua Lucia. Situata sulla linea Genzano-Velletri, poco oltre il bivio per Lanuvio, è stata aperta nel 1913 ed ha funzionato sporadicamente anche dopo la chiusura della tranvia nel 1954.

L'alimentazione della rete era assicurata da nove sottostazioni, più una sottostazione ambulante.

### Percorso
La linea extraurbana per Marino originava in corrispondenza dell'anello di via Eurialo, in via Cave Grottaferrata e risultava lungo 15,3 km, armato sia con rotaie a gola Phoenix sia con normali rotaie ferroviarie del tipo Vignoles. Mediante due ponti metallici la linea sovrappassava la linea delle Ferrovie Secondarie Romane e la ferrovia Roma-Napoli. I primi due punti di incrocio erano in corrispondenza di Osteria del Galletto e Osteria del Curato, mentre un terzo era sulla via Anagnina, dopo Villa Senni. La località Borghetto era superata mediante un tratto in sede propria lungo 2,45 km, con il quale si giungeva a Grottaferrata.
Il tronco da Marino a Frascati, lungo circa 7 km, aveva origine presso Villa dei Desideri e percorreva una strada provinciale allora di nuova costruzione.
La linea "diretta" fra via delle Cave e Albano Laziale era lunga 20 km, di cui 2,2 in sede propria in corrispondenza delle livellette di accesso al sovrappasso della ferrovia per Velletri; per il restante percorso il binario correva su un basso rilevato adiacente alla sede stradale e, con l'eccezione di 3 km, era costituito da rotaie di tipo Vignoles.
Il prolungamento Genzano-Velletri, di 10 km, si manteneva sul margine destro della strada per terminare in quest'ultima città con un anello dotato di raddoppio posto in piazza Garibaldi; analogo impianto sorgeva al termine della diramazione per Lanuvio, ai tempi denominata Civita Lavina.
Pur classificata come tranviaria, l'intera rete disponeva di un sistema di blocco di tipo ferroviario consistente nella presenza di appositi dischi girevoli colorati la cui posizione, azionata dal passaggio dei convogli, consentiva l'ingresso/uscita degli stessi; tali segnali erano completati da dispositivi di illuminazione e ripetizione presso i punti d'incrocio.

## Materiale rotabile
Sulla rete dei Castelli ha circolato materiale rotabile estremamente vario, eterogeneo e peculiare.

### Servizio extraurbano

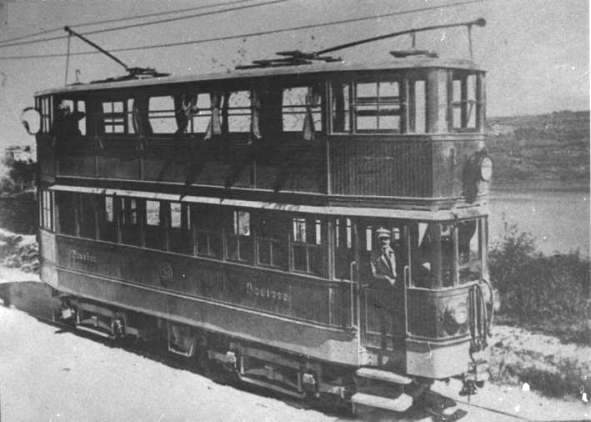
Tipico tram "a imperiale" della rete dei Castelli

Nel 1911 e 1913 entrarono in servizio presso le tranvie dei Castelli Romani rispettivamente dieci e sette motrici dotate di carrelli forniti dalla Elettro Ferroviaria Böker di Sestri Ponente, equipaggiati di un solo motore che azionava un asse tramite una coppia di ingranaggi; il secondo asse era azionato dal primo tramite una trasmissione a bielle bilaterali esterne alle boccole. Alcuni anni dopo ulteriori dieci unità furono trasformate con carrelli di tale tipo.
Progettata specificamente e impiegate per il servizio extraurbano fu acquisita una serie di motrici e rimorchi a carrelli a due piani. Costruiti nel 1905 in numero di 8 motrici e 4 rimorchi (questi ultimi presto trasformati in motrici, formando un gruppo omogeneo di 12 motrici), questi rotabili sono stati i più caratteristici della rete dei Castelli e sono stati gli unici tram a due piani d'Italia assieme a quelli della tranvia Milano-Monza (trasformati però a un piano negli anni '20) e al prototipo ATAC 2P1. Sono stati gradualmente eliminati dal servizio negli anni '50 e l'ultima unità è stata demolita nel 1959. Una motrice a due piani ormai fuori servizio ha fatto da casa a Totò e a Pablito Calvo nel film Totò e Marcellino del 1958.
I treni extraurbani erano formati da motrici isolate o trainanti al massimo un rimorchio. Il parco di questi ultimi si arricchì negli anni grazie a successive forniture costituite da:
- tre serie di motrici a due assi, costruiti nel 1905, 1913 e 1927, per un totale di 22 vetture;
- due serie di rimorchi a due assi, costruiti nel 1905 e 1921, per un totale di 20 vetture;
- quattro serie di motrici a carrelli, costruite nel 1911, 1912 e 1931, per un totale di 28 vetture;
- quattro serie di rimorchi a carrelli, costruiti nel 1911, 1927 e 1931, per un totale di 22 vetture (4 rimorchi del 1931 erano rimorchi pilota, dotati di controller e pantografo, che formavano dei treni bloccati con 4 corrispondenti motrici).

### Servizio urbano
Le elettromotrici urbane della STEFER erano suddivise in più serie:
- Le cosiddetto "giallette" erano una serie di 4 vetture a due assi ed un solo motore, impiegate a partire dal 1903 sui servizi locali tra San Giovanni e via delle Cave. Nel complesso la carriera di queste motrici è piuttosto oscura e se ne conosce una sola fotografia. Il soprannome derivava dalla livrea gialla e marrone. Non è chiaro se siano esistiti rimorchi in accoppiamento a queste motrici.
- A partire dal 1935 sono entrate in servizio 20 motrici a carrelli di costruzione Carminati e Toselli/TIBB del tutto simili alle MRS ("Moto-Rimorchiate Saglio") dell'ATAG. Erano classificate nelle serie 301-312 e 321-328; questa seconda serie differiva dalla prima per l'accoppiabilità in doppia trazione, mai sfruttata in esercizio.
- Forse la più nota serie di elettromotrici era rappresentava dai tram STFER serie 400 "Urbinati" di costruzione Stanga/TIBB: questa serie di 12 vetture (401-412) prende nome dall'ingegner Mario Urbinati, che progettò un innovativo snodo (la "giostra Urbinati") che consentiva di costruire vetture costituite da 2 semicasse poggianti su tre carrelli. La vettura 401, prototipo costruito nel 1938, esiste ancora ed è stata riscattata dall'ATTS, in vista di un restauro e di un futuro impiego su una linea tranviaria storica di Torino. Risultano preservate anche le motrici 402 (a Colonna) e 404 (alla stazione Porta San Paolo della Roma-Ostia)
- Ultimo gruppo di tram nuovi acquistata dalla STEFER, la serie 500 era composta da 8 vetture (501-508) entrate in servizio nel 1953. Queste motrici, anch'esse di costruzione Stanga/TIBB dopo il 1980 sono state rilevate dall'ATAC, che le ha reimmesse in servizio nel 1990 previa breve ristrutturazione con i numeri dispari della serie 7101-7115.
- Per far fronte all'aumento del traffico urbano e al prolungarsi dei lavori per la metropolitana, la STEFER negli anni sessanta ha fatto ricorso all'acquisto di diverse motrici usate: 4 dall'ATM di Bologna (serie 201-229), 6 dall'ACEGAT di Trieste (motrici serie 429-448) e 6 motrici articolate MATER (serie 5000) dall'ATAC, derivate da materiale a due assi degli anni '20. Di questi rotabili sono state preservate quattro motrici ex ACEGAT e tre motrici ex ATM.

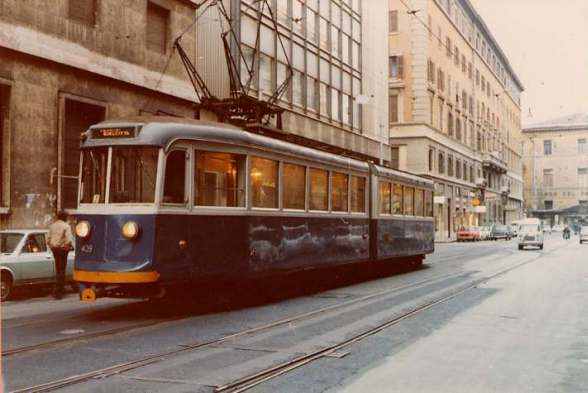
Tram articolato "Urbinati" in via G. Amendola
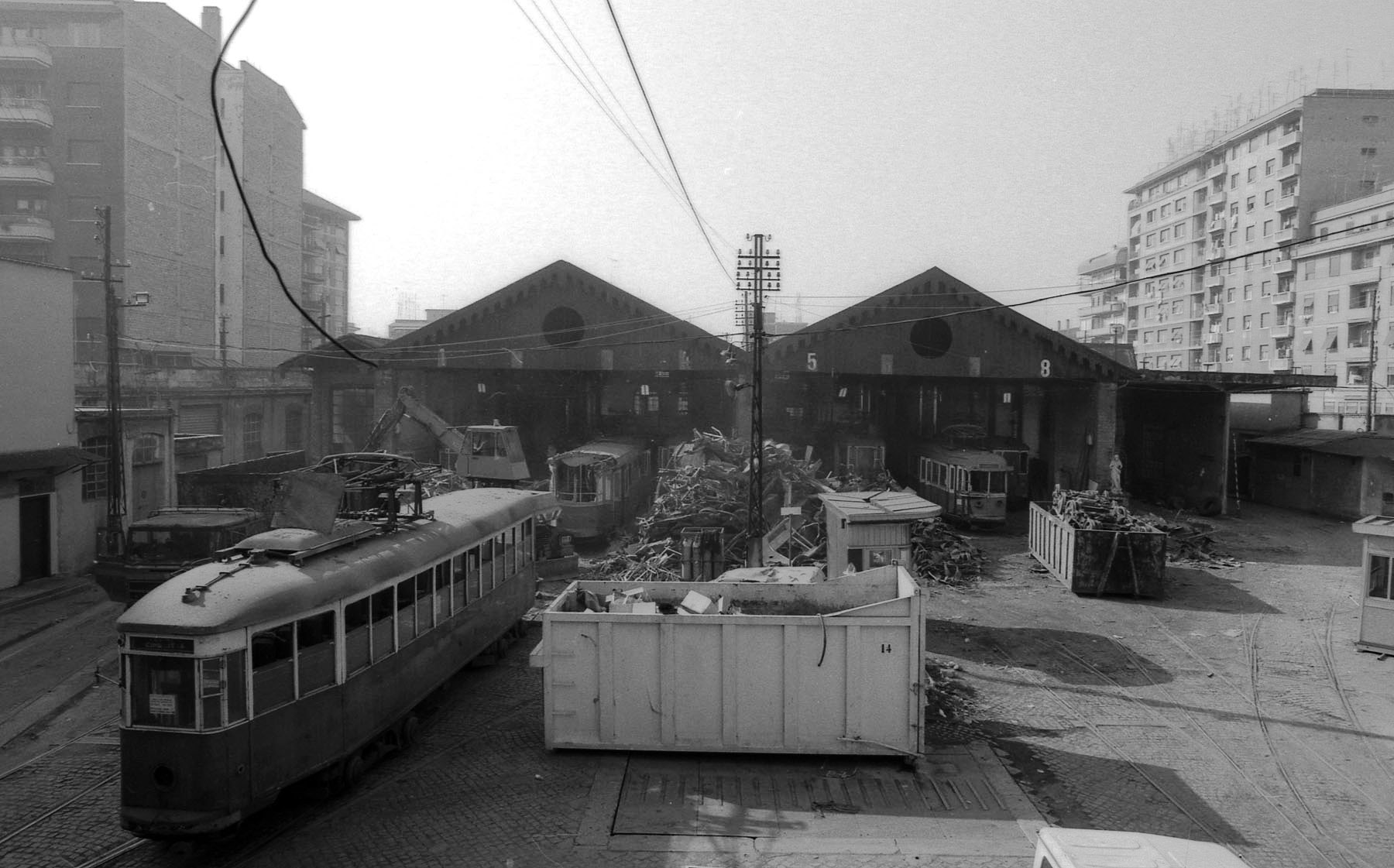
Il deposito STEFER di via Appia Nuova 450 nel 1992 durante la demolizione delle vetture conservate
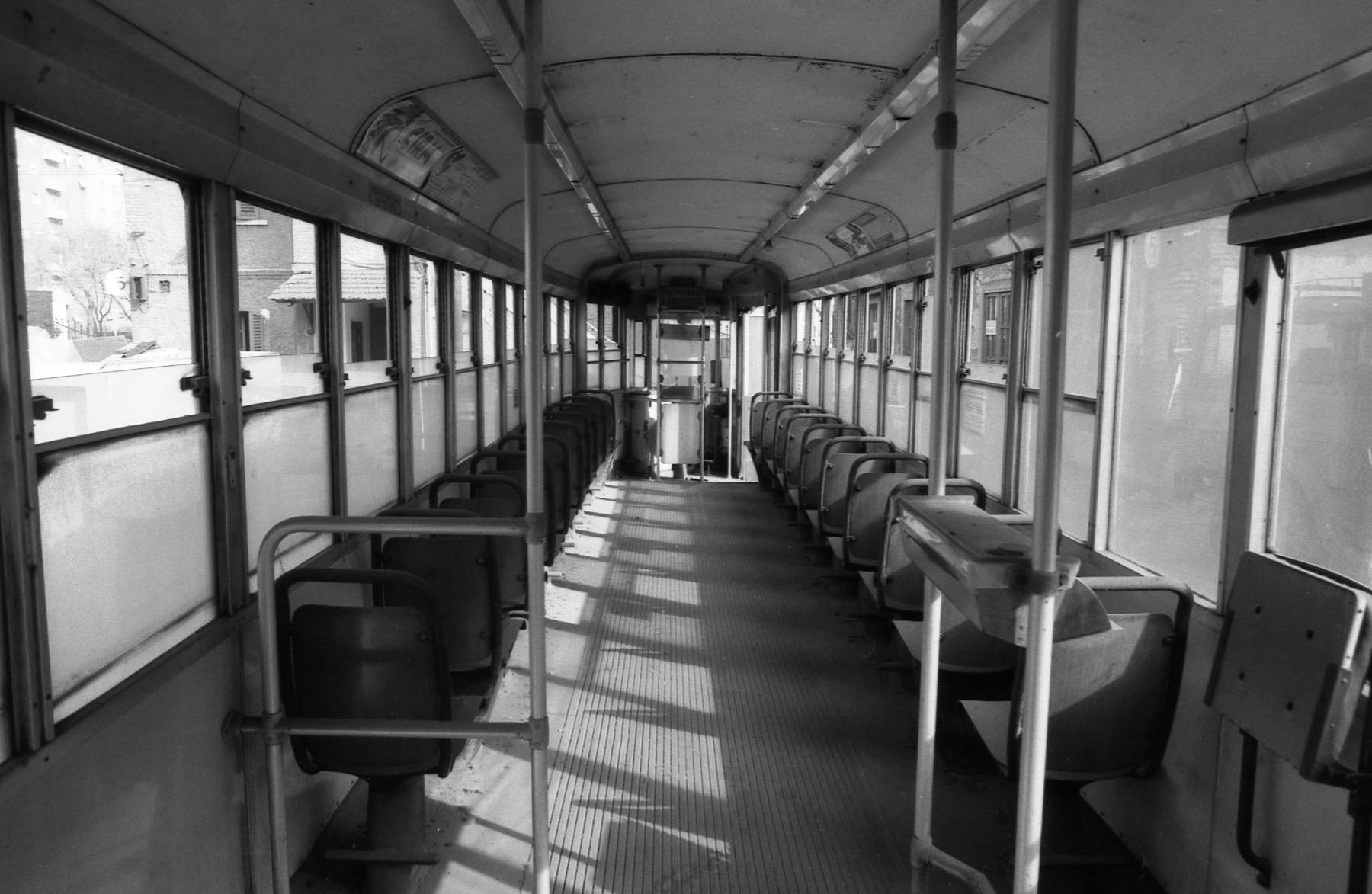
Interno di un tram STEFER MRS, a destra il posto del bigliettaio

### Veicoli di servizio
La STEFER non ha mai avuto rotabili di servizio appositamente concepiti, ma ha sempre utilizzato a questo scopo materiale ritirato dal servizio viaggiatori. Sulla rete dei Castelli non è mai stato effettuato traffico merci. Per occasionali treni cantiere venivano utilizzati carri merce ATAC trainati da motrici extraurbane.

### Annotazioni
1. ↑  Capotronco dal 1903 al 1921.
2. ↑  La demolizione delle vetture e del deposito è iniziata nel 1992.
3. ↑  In funzione come deposito autobus COTRAL